# Koshovyi Otamán
Koshovyi Otaman (en ucraniano: Кошови́й ота́ман, lit. otaman de la Hueste) era el más alto rango militar entre los Cosacos de Zaporozhia desde el siglo XVI. Era elegido por los ancianos de la hueste (en ucraniano: кіш, кхощ; kish o kosh). En cierto modo el título era equivalente al de Hetman.
En 1723, bajo reinado de Pedro I de Rusia, este rango quedó con menos valor al ser creado el cargo de Nakaznyi Otaman (Наказни́й ота́ман) que, en lugar de ser elegible, sería nombrado por las autoridades. Entre los más famosos Koshovyi Otamans estuvieron Ostap Dashkévych, Iván Pidkova, Iván Sirkó, Petró Kalnyshevsky, y otros. 